# Puchar Świata w narciarstwie dowolnym 2005/2006
Puchar Świata w narciarstwie dowolnym 2005/2006 rozpoczął się 3 września 2005 w australijskim Mount Buller, a zakończył 19 marca 2006 we kanadyjskim Apex. Była to 27 edycja Pucharu Świata w narciarstwie dowolnym. Puchar Świata rozegrany został w 13 krajach i 17 miastach na 4 kontynentach. Najwięcej zawodów odbyło się w USA - po 6 dla kobiet i mężczyzn. 
Obrońcą Pucharu Świata wśród mężczyzn był Amerykanin Jeremy Bloom, a wśród kobiet Chinka Li Nina. W tym sezonie triumfowali: Czech Tomáš Kraus wśród mężczyzn oraz Francuzka Ophélie David wśród kobiet.

## Konkurencje
- AE = skoki akrobatyczne
- MO = jazda po muldach
- DM = jazda po muldach podwójnych
- SX = skicross
- HP = half-pipe

## Mężczyźni

### Kalendarz i wyniki
| Lp                                           | Data             | Miejsce              | Konkurencja | Zwycięzca            | 2. miejsce           | 3. miejsce                |
| 1.                                           | 3 września 2005  | Mount Buller         | AE          | Jeret Peterson       | Kyle Nissen          | Joe Pack                  |
| 2.                                           | 4 września 2005  | Mount Buller         | AE          | Ryan St. Onge        | Eric Bergoust        | Alaksiej Hryszyn          |
| 3.                                           | 14 grudnia 2005  | Tignes               | MO          | Tapio Luusua         | Yūgo Tsukita         | Sami Mustonen             |
| 4.                                           | 16 grudnia 2005  | Changchun            | AE          | Warren Shouldice     | Dzmitryj Daszczynski | Kyle Nissen               |
| 5.                                           | 18 grudnia 2005  | Changchun            | AE          | Dzmitryj Daszczynski | Kyle Nissen          | Steve Omischl             |
| 6.                                           | 18 grudnia 2005  | Oberstdorf           | MO          | Dale Begg-Smith      | Travis Mayer         | Michael Robertson         |
| 7.                                           | 7 stycznia 2006  | Mont Gabriel         | MO          | Alexandre Bilodeau   | Jeremy Bloom         | Janne Lahtela             |
| 8.                                           | 8 stycznia 2006  | Mont Gabriel         | AE          | Kyle Nissen          | Jeff Bean            | Warren Shouldice          |
| 9.                                           | 13 stycznia 2006 | Deer Valley          | MO          | Toby Dawson          | Janne Lahtela        | Dale Begg-Smith           |
| 10.                                          | 13 stycznia 2006 | Deer Valley          | AE          | Ryan St. Onge        | Joe Pack             | Dzmitryj Daszczynski      |
| 11.                                          | 14 stycznia 2006 | Deer Valley          | AE          | Dzmitryj Daszczynski | Warren Shouldice     | Kyle Nissen               |
| 12.                                          | 14 stycznia 2006 | Les Contamines       | SX          | Tomáš Kraus          | Massimiliano Iezza   | Enak Gavaggio             |
| 13.                                          | 15 stycznia 2006 | Les Contamines       | HP          | Kalle Leinonen       | Micheal Riddle       | Alexandre Laube           |
| 14.                                          | 20 stycznia 2006 | Kreischberg          | SX          | Tomáš Kraus          | Michael Schmid       | Markus Wittner            |
| 15.                                          | 20 stycznia 2006 | Lake Placid          | MO          | Dale Begg-Smith      | Alexandre Bilodeau   | Toby Dawson               |
| 16.                                          | 21 stycznia 2006 | Lake Placid          | AE          | Ryan Blais           | Jeff Bean            | Jeret Peterson            |
| 17.                                          | 22 stycznia 2006 | Lake Placid          | MO          | Dale Begg-Smith      | Sami Mustonen        | Tapio Luusua              |
| 18.                                          | 28 stycznia 2006 | Madonna di Campiglio | MO          | Dale Begg-Smith      | Sami Mustonen        | Janne Lahtela             |
| 19.                                          | 3 lutego 2006    | Pec pod Sněžkou      | SX          | Enak Gavaggio        | Karl Heinz Molling   | Markus Wittner            |
| 20.                                          | 4 lutego 2006    | Špindlerův Mlýn      | MO          | Alexandre Bilodeau   | Dale Begg-Smith      | Nathan Roberts            |
| 21.                                          | 5 lutego 2006    | Špindlerův Mlýn      | AE          | Dzmitryj Daszczynski | Han Xiaopeng         | Dzmitryj Rak              |
| 20. Zimowe Igrzyska Olimpijskie 2006 – Turyn |                  |                      |             |                      |                      |                           |
| 22.                                          | 1 marca 2006     | Jisan                | MO          | Dale Begg-Smith      | Guilbaut Colas       | David Digravio            |
| 23.                                          | 3 marca 2006     | Davos                | AE          | Steve Omischl        | Alaksiej Hryszyn     | Aleš Valenta              |
| 24.                                          | 5 marca 2006     | Inawashiro           | MO          | Mikko Ronkainen      | Kai Ozaki            | Pierre-Alexandre Rousseau |
| 25.                                          | 11 marca 2006    | Sierra Nevada        | SX          | Tomáš Kraus          | Roman Hofer          | Stanley Hayer             |
| 26.                                          | 12 marca 2006    | Sierra Nevada        | SX          | Roman Hofer          | Tomáš Kraus          | Stanley Hayer             |
| 27.                                          | 17 marca 2006    | Apex                 | HP          | Kalle Leinonen       | Anders Murud         | Matthew Hayward           |
| 28.                                          | 18 marca 2006    | Apex                 | MO          | Dale Begg-Smith      | Warren Tanner        | Guilbaut Colas            |
| 29.                                          | 19 marca 2006    | Apex                 | AE          | Dzmitryj Daszczynski | Ryan Blais           | Aleš Valenta              |

### Klasyfikacje
| Lp. | Zawodnik             | Punkty |
| --- | -------------------- | ------ |
| 1.  | Tomáš Kraus          | 86     |
| 2.  | Dale Begg-Smith      | 75     |
| 3.  | Roman Hofer          | 57     |
| 4.  | Dzmitryj Daszczynski | 53     |
| 5.  | Kyle Nissen          | 50     |
| 6.  | Alexandre Bilodeau   | 46     |
| 7.  | Enak Gavaggio        | 44     |
| 7.  | Stanley Hayer        | 44     |
| 9.  | Warren Shouldice     | 41     |
| 10. | Kalle Leinonen       | 40     |

| Lp. | Zawodnik             | Punkty |
| --- | -------------------- | ------ |
| 1.  | Dzmitryj Daszczynski | 585    |
| 2.  | Kyle Nissen          | 549    |
| 3.  | Warren Shouldice     | 449    |
| 4.  | Ryan Blais           | 404    |
| 5.  | Ryan St. Onge        | 369    |
| 6.  | Jeret Peterson       | 307    |
| 7.  | Aleš Valenta         | 288    |
| 8.  | Han Xiaopeng         | 285    |
| 9.  | Jeff Bean            | 273    |
| 10. | Alaksiej Hryszyn     | 272    |

| Lp. | Zawodnik           | Punkty |
| --- | ------------------ | ------ |
| 1.  | Dale Begg-Smith    | 821    |
| 2.  | Alexandre Bilodeau | 506    |
| 3.  | Sami Mustonen      | 399    |
| 4.  | Toby Dawson        | 294    |
| 5.  | Nathan Roberts     | 282    |
| 6.  | David Babic        | 270    |
| 7.  | Chris Wong         | 248    |
| 8.  | Marc-André Moreau  | 247    |
| 9.  | Warren Tanner      | 240    |
| 10. | Guilbaut Colas     | 234    |

| Lp. | Zawodnik           | Punkty |
| --- | ------------------ | ------ |
| 1.  | Tomáš Kraus        | 430    |
| 2.  | Roman Hofer        | 286    |
| 3.  | Enak Gavaggio      | 221    |
| 4.  | Stanley Hayer      | 219    |
| 5.  | Jesper Brugge      | 195    |
| 6.  | Michael Schmid     | 192    |
| 7.  | Markus Wittner     | 189    |
| 8.  | Isidor Grüner      | 156    |
| 9.  | Karl Heinz Molling | 154    |
| 10. | Lars Lewén         | 140    |

| Lp. | Zawodnik        | Punkty |
| --- | --------------- | ------ |
| 1.  | Kalle Leinonen  | 200    |
| 2.  | Micheal Riddle  | 112    |
| 3.  | Xavier Bertoni  | 90     |
| 4.  | Matthew Hayward | 89     |
| 5.  | Anders Murud    | 80     |
| 6.  | Yūta Ueno       | 70     |
| 7.  | Kevin Rolland   | 62     |
| 8.  | Alexandre Laube | 60     |
| 9.  | Lyndon Sheehan  | 45     |
| 9.  | Pierre Guyot    | 45     |

## Kobiety

### Kalendarz i wyniki
| Lp                                           | Data             | Miejsce              | Konkurencja | Zwyciężczyni       | 2. miejsce          | 3. miejsce         |
| 1.                                           | 3 września 2005  | Mount Buller         | AE          | Li Nina            | Xu Nannan           | Ałła Cuper         |
| 2.                                           | 4 września 2005  | Mount Buller         | AE          | Li Nina            | Ałła Cuper          | Cheng Shuang       |
| 3.                                           | 14 grudnia 2005  | Tignes               | MO          | Hannah Kearney     | Jennifer Heil       | Sara Kjellin       |
| 4.                                           | 16 grudnia 2005  | Changchun            | AE          | Wang Jiao          | Zhao Shanshan       | Evelyne Leu        |
| 5.                                           | 18 grudnia 2005  | Changchun            | AE          | Xu Nannan          | Zhang Xin           | Veronika Bauer     |
| 6.                                           | 18 grudnia 2005  | Oberstdorf           | MO          | Jennifer Heil      | Kristi Richards     | Nikola Sudová      |
| 7.                                           | 7 stycznia 2006  | Mont Gabriel         | MO          | Kari Traa          | Jennifer Heil       | Nikola Sudová      |
| 8.                                           | 8 stycznia 2006  | Mont Gabriel         | AE          | Evelyne Leu        | Manuela Müller      | Tetiana Kozaczenko |
| 9.                                           | 13 stycznia 2006 | Deer Valley          | MO          | Michelle Roark     | Jennifer Heil       | Sara Kjellin       |
| 10.                                          | 13 stycznia 2006 | Deer Valley          | AE          | Lydia Ierodiaconou | Manuela Müller      | Li Nina            |
| 11.                                          | 14 stycznia 2006 | Deer Valley          | AE          | Guo Xinxin         | Veronika Bauer      | Ałła Cuper         |
| 12.                                          | 14 stycznia 2006 | Les Contamines       | SX          | Karin Huttary      | Ophélie David       | Magdalena Iljans   |
| 13.                                          | 15 stycznia 2006 | Les Contamines       | HP          | Anaïs Caradeux     | Mirjam Jäger        | Marta Ahrenstedt   |
| 14.                                          | 20 stycznia 2006 | Kreischberg          | SX          | Magdalena Iljans   | Ophélie David       | Karin Huttary      |
| 15.                                          | 20 stycznia 2006 | Lake Placid          | MO          | Michelle Roark     | Stéphanie St-Pierre | Kari Traa          |
| 16.                                          | 21 stycznia 2006 | Lake Placid          | AE          | Evelyne Leu        | Amber Peterson      | Anna Zukal         |
| 17.                                          | 22 stycznia 2006 | Lake Placid          | MO          | Kari Traa          | Jennifer Heil       | Jillian Vogtli     |
| 18.                                          | 28 stycznia 2006 | Madonna di Campiglio | MO          | Jennifer Heil      | Hannah Kearney      | Margarita Marbler  |
| 19.                                          | 3 lutego 2006    | Pec pod Sněžkou      | SX          | Ophélie David      | Karin Huttary       | Josefiina Kilpinen |
| 20.                                          | 4 lutego 2006    | Špindlerův Mlýn      | MO          | Kari Traa          | Sandra Laoura       | Michelle Roark     |
| 21.                                          | 5 lutego 2006    | Špindlerův Mlýn      | AE          | Li Nina            | Ałła Cuper          | Manuela Müller     |
| 20. Zimowe Igrzyska Olimpijskie 2006 – Turyn |                  |                      |             |                    |                     |                    |
| 22.                                          | 1 marca 2006     | Jisan                | MO          | Jennifer Heil      | Kari Traa           | Hannah Kearney     |
| 23.                                          | 3 marca 2006     | Davos                | AE          | Jacqui Cooper      | Ałła Cuper          | Evelyne Leu        |
| 24.                                          | 5 marca 2006     | Inawashiro           | MO          | Jennifer Heil      | Sandra Laoura       | Aiko Uemura        |
| 25.                                          | 11 marca 2006    | Sierra Nevada        | SX          | Ophélie David      | Méryll Boulangeat   | Karin Huttary      |
| 26.                                          | 12 marca 2006    | Sierra Nevada        | SX          | Magdalena Iljans   | Karin Huttary       | Ophélie David      |
| 27.                                          | 17 marca 2006    | Apex                 | HP          | Sarah Burke        | Jennifer Hudak      | Ingrid Berntsen    |
| 28.                                          | 18 marca 2006    | Apex                 | MO          | Nikola Sudová      | Jennifer Heil       | Hannah Kearney     |
| 29.                                          | 19 marca 2006    | Apex                 | AE          | Ałła Cuper         | Cheng Shuang        | Emily Cook         |

### Klasyfikacje
| Lp. | Zawodniczka       | Punkty |
| --- | ----------------- | ------ |
| 1.  | Ophélie David     | 84     |
| 2.  | Karin Huttary     | 76     |
| 3.  | Jennifer Heil     | 75     |
| 4.  | Magdalena Iljans  | 66     |
| 5.  | Kari Traa         | 53     |
| 6.  | Evelyne Leu       | 48     |
| 6.  | Michelle Roark    | 48     |
| 8.  | Ałła Cuper        | 46     |
| 9.  | Nikola Sudová     | 45     |
| 10. | Méryll Boulangeat | 43     |

| Lp. | Zawodniczka    | Punkty |
| --- | -------------- | ------ |
| 1.  | Evelyne Leu    | 524    |
| 2.  | Ałła Cuper     | 507    |
| 3.  | Manuela Müller | 438    |
| 4.  | Li Nina        | 436    |
| 5.  | Emily Cook     | 349    |
| 6.  | Veronika Bauer | 322    |
| 7.  | Guo Xinxin     | 297    |
| 8.  | Asol Sliwiec   | 294    |
| 9.  | Xu Nannan      | 283    |
| 10. | Amber Peterson | 271    |

| Lp. | Zawodniczka         | Punkty |
| --- | ------------------- | ------ |
| 1.  | Jennifer Heil       | 829    |
| 2.  | Kari Traa           | 586    |
| 3.  | Michelle Roark      | 528    |
| 4.  | Nikola Sudová       | 499    |
| 5.  | Hannah Kearney      | 395    |
| 6.  | Stéphanie St-Pierre | 389    |
| 7.  | Sara Kjellin        | 381    |
| 8.  | Jillian Vogtli      | 326    |
| 9.  | Shannon Bahrke      | 305    |
| 10. | Kristi Richards     | 284    |

| Lp. | Zawodniczka          | Punkty |
| --- | -------------------- | ------ |
| 1.  | Ophélie David        | 420    |
| 2.  | Karin Huttary        | 380    |
| 3.  | Magdalena Iljans     | 329    |
| 4.  | Méryll Boulangeat    | 217    |
| 5.  | Josefiina Kilpinen   | 169    |
| 6.  | Virginie Costerg     | 165    |
| 7.  | Anne-Patricia Gugger | 162    |
| 8.  | Julia Manhard        | 161    |
| 9.  | Seraina Murk         | 142    |
| 10. | Tereza Kačirová      | 129    |

| Lp. | Zawodniczka         | Punkty |
| --- | ------------------- | ------ |
| 1.  | Anaïs Caradeux      | 140    |
| 2.  | Mirjam Jäger        | 106    |
| 3.  | Sarah Burke         | 100    |
| 4.  | Jennifer Hudak      | 80     |
| 5.  | Rosalind Groenewoud | 68     |
| 6.  | Ingrid Berntsen     | 60     |
| 6.  | Marta Ahrenstedt    | 60     |
| 8.  | Katrien Aerts       | 50     |
| 8.  | Emily Higgins       | 50     |
| 10. | Audrey Faivre       | 45     |
| 10. | Cat Smiley          | 45     |